# ゴットフリート (ライン宮中伯)
ゴットフリート・フォン・カルフ（Gottfried von Calw、? - 1131年2月6日）は、カルフ伯（在位：1094/5年 - 1131年）、ライン宮中伯（在位：1113年 - 1126/9年）。

## 生涯
ゴットフリートはカルフ伯アーダルベルト2世とヴィルトルーデ（ロートリンゲン公ゴットフリート3世の娘）の間の息子で、兄にアーダルベルト3世がいる。母ヴィルトルーデは最後のロタリンギア宮中伯ヘルマン2世の従姉にあたる。ゴットフリートは1095年にヒルシャウのフォークトとなり、1094年または1095年に父アーダルベルト2世が修道院に隠棲したためカルフ伯を継承した。ゴットフリートは最初ハインリヒ4世に従っていたが、1105年にハインリヒ4世とその子で王位継承者のハインリヒ（後のハインリヒ5世）との間に争いが勃発した後は、継承者ハインリヒを支持した。また、ハインリヒ5世の最初のイタリア遠征に参加し、1111年のポンテ・マンモロ協約、1119年のムーゾン（アルデンヌ）協約および1122年のヴォルムス協約の成立にも関与した。
1113年3月9日、皇帝軍との戦いでライン宮中伯ジークフリート1世が死去した後、4月6日にゴットフリートは宮中伯を継承するため宮中伯領を占拠した。ゴットフリートが宮中伯となったことで、翌年にロートリンゲンで紛争が生じ、マインツ大司教アーダルベルト1世・フォン・ザールブリュッケンとトリーア大司教ブルノ・フォン・ラウフェンとの衝突が起こった。1116年の第二回イタリア遠征時に、ハインリヒ5世はシュタウフェン家のシュヴァーベン大公フリードリヒ2世およびコンラートとともにゴットフリートをドイツの代官に任じたが、このことがマインツ大司教アーダルベルトの皇帝からの離反を招いた。1125年にハインリヒ5世が死去し、ロタール3世がローマ王に選ばれると、ロタールはゴットフリートの権力の弱体化を図った。ゴットフリートはライン宮中伯位を取り上げられなかったものの、前宮中伯の息子ヴィルヘルムから訴えられた。ヴィルヘルムは父ジークフリートが死去した時は未成年であったが、1126年から1129年までゴットフリートがヴィルヘルムの後見役となり、1129年には宮中伯位をヴィルヘルムに譲り渡すよう決められた。

## 子女
ツェーリンゲン公ベルトルト2世の娘リウトガルトと結婚し、三人の子をもうけた。
- ゴットフリート（? - 1131/2年以前）
- リウトガルト - Verli家の騎士某と結婚
- ウタ（1115/20年 - 1196/7年） - シャウエンブルク公夫人とよばれた。1191年にアラーハイリゲン修道院創設。1133年1月以前にヴェルフ家のスポレート公兼トスカナ辺境伯ヴェルフ6世（1114/6年 - 1191年）と結婚。